# Улликумми
Улликумми, или Улликумме (значение имени — «враждебный Кумми» или «разрушитель Кумми»), также Кункунуцци — в хурритской мифологии слепое и глухое каменное чудовище, появляющееся в части цикла мифов о Кумарби. Кумарби породил Улликумми, чтобы погубить Тешуба, разрушить город Кумми и вернуть потерянную власть на небесах. «Песнь об Улликумми» (XIV век до н. э.) — хеттское переложение несохранившейся хурритской поэмы.

## Улликумми в «Песне об Улликумми»
Улликумми рождается от сочетания Кумарби со скалой, стоящей в озере. По приказу Кумарби, чтобы спрятать Улликумми, боги Ирсирры (Ирширы) несут его на тёмную землю в море и кладут на правое плечо Упеллури (Убеллури) — гиганта, поддерживающего небо и землю. Там он быстро растёт и на 15-й день море — как пояс на его платье, сам он достигает храмов и покоев в небесах. Боги узнают о нём от бога Солнца, летят на гору Хаззи, чтобы посмотреть на Улликумми. Иштар (Шавушка) пытается поразить Улликуми своим сладким пением, но Большая Волна говорит ей, что Улликумми глух и слеп и призывает её поторопиться, пока Улликумми не вырос и не стал страшным воином. Пока боги собирались на битву с Улликумми, тот уже стал выше в 200 раз и низвергнул в море бога войны Аштаби и 70 богов. Теперь Улликумми стоял на земле, достигал покоев богов, стоял в воротах Кумми над храмом Хебат. Боги обращаются к Эа и тот отрезает Улликумми от Упеллури ножом (варианты перевода: серпом, пилой, резаком), лишая Улликумми силы. После этого состоялось последнее сражение с Улликумми. Текст обрывается, но из других источников понятно, что Улликумми удалось устранить.

## Предположения о реальных соответствиях
Природным катаклизмом, стоявшим за образом Улликумми, могло быть:
- Извержение вулкана Санторин в 1625 году до н. э.[3].
- Падение астероида[8][9].

Вероятно, что Улликумми изображён на золотой чаше из Хасанлу.

## Аналоги в мифологии
Хеттско-хурритское повествование о насильственной смене поколений богов имеет соответствия в «Теогонии» Гесиода. Сражение Тешуба (аналога Зевса) с чудовищем Улликумми похоже на греческий миф о Тифоне. Местопребывание Тешуба — гора Хаззи (сейчас Джебель аль-Акра) является местом, где согласно поздней греческой традиции происходит битва с Тифоном и почиталось как святилище Зевса. Отрезание Улликумми от Упеллури (аналога Атланта) напоминает миф об Антее. Наблюдается сходство с мифом об Алоадах, которые тоже быстро росли и использовали горы как лестницу на небо.
Некоторые исследователи находят связь Улликумми с мифом из книги пророка Даниила о каменном истукане Навуходоносора. С каменной головой Дуклияна из сербского фольклора. С нартским эпосом о Сослане-Саусрыко-Сасрыкуа. С озером Севан и каменными «вишапами» («драконами») окрестных гор. С Локи, попавшим в плен к великану Тьяцци. С «Шахнаме», где злодей заключён в вулкан Демавенд.
В. Н. Топоров сопоставил Улликумми со Святогором, где его соперником выступает Илья Муромец. Дьяконов И. М. находит, что Улликумми имеет фаллический характер и сравнивает его с греческим Эросом.